# Diamantbuurt (Amsterdam)

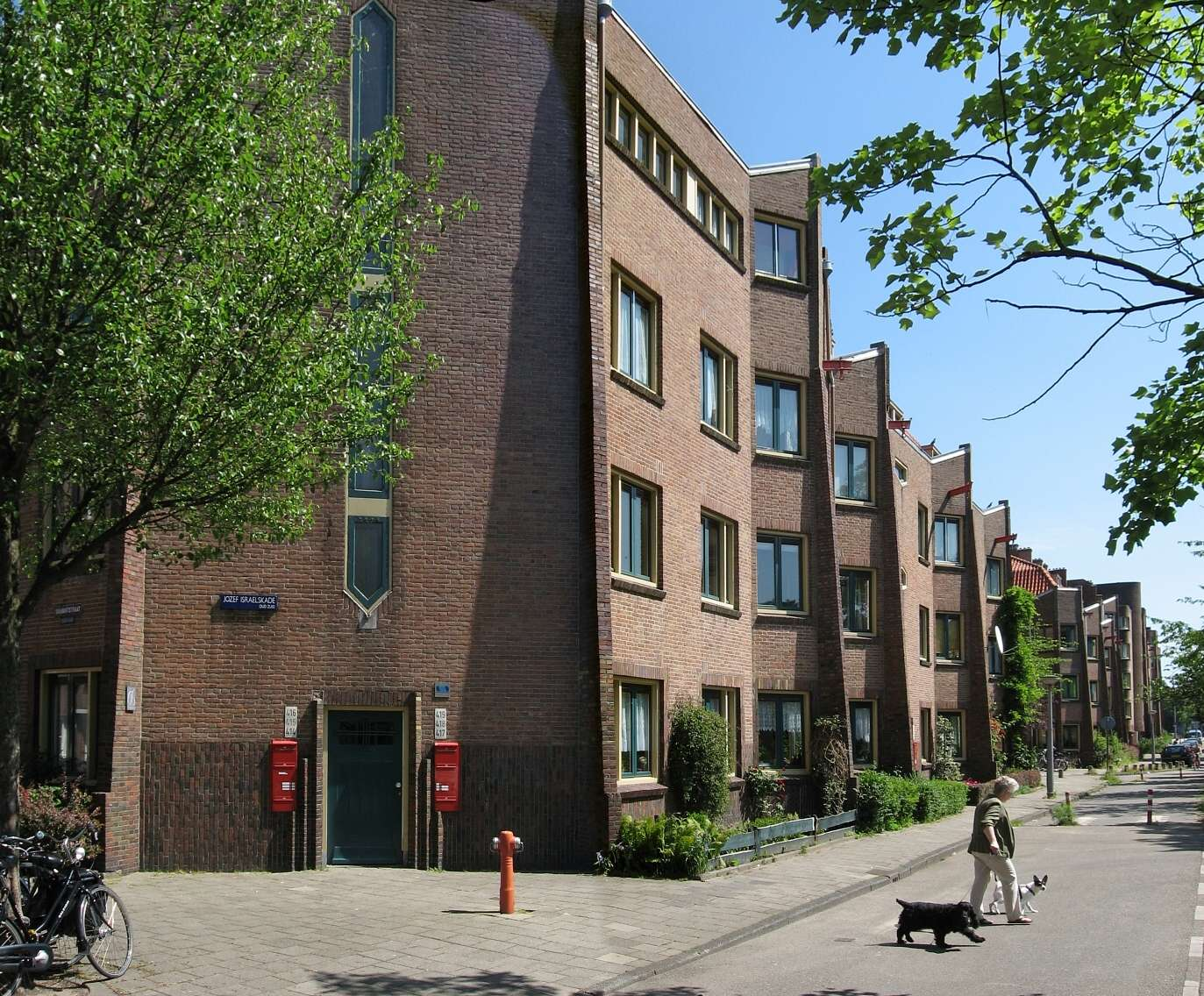
Gevel met verticale elementen en geel-groene raamkozijnen. Links 'Schilderskade 66'.

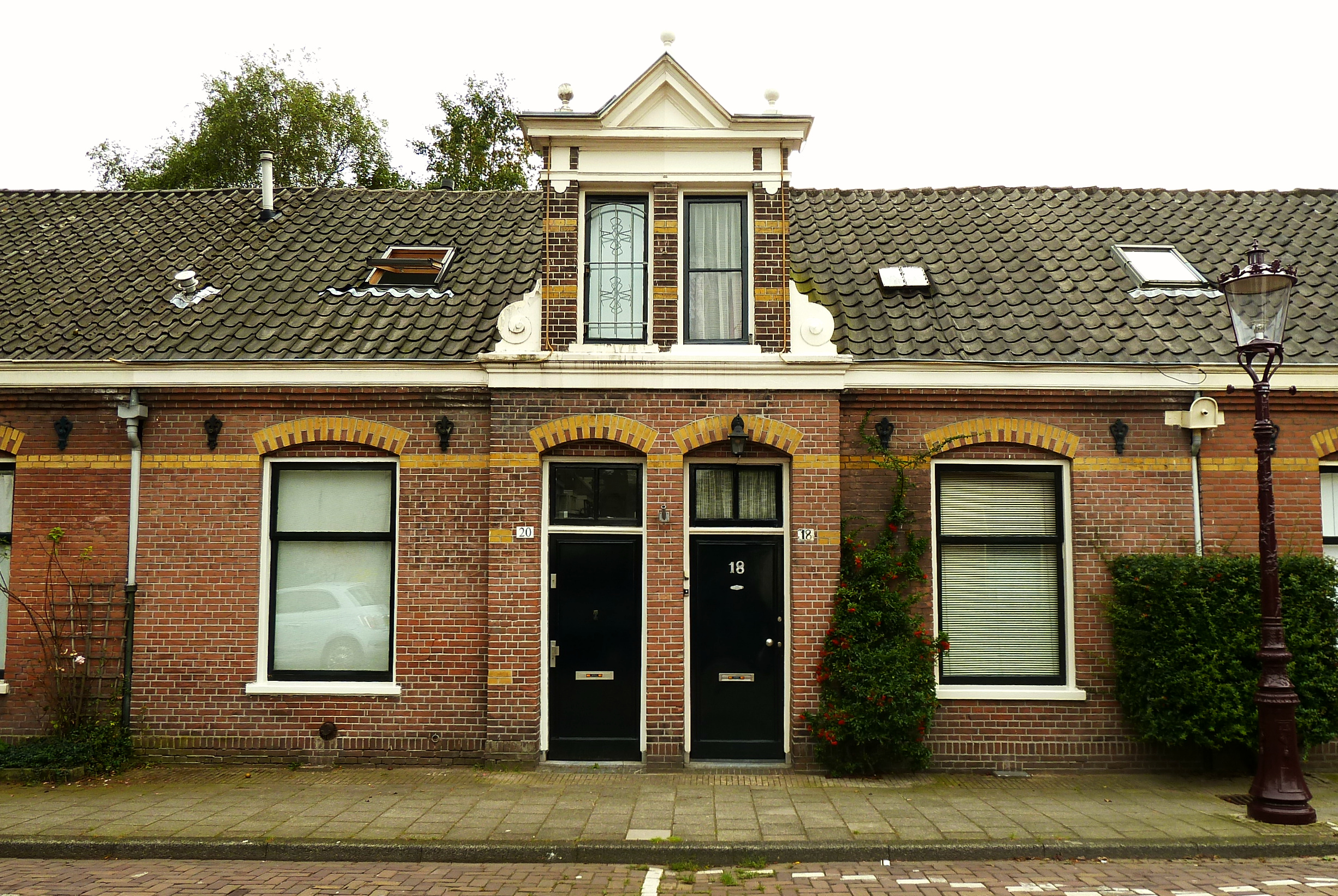
Arbeidershuisjes in de Diamantstraat, met neorenaissance-elementen (A.L. van Gendt).

De Diamantbuurt is een wijk in Amsterdam, in het stadsdeel Zuid. Deze buurt bestaat uit straten met edelsteennamen: Diamantstraat, Robijnstraat, Saffierstraat, Smaragdstraat, Topaasstraat, en Granaatstraat. Bij de buurtherindeling van 2005 is de Diamantbuurt naar het westen toe uitgebreid, sindsdien wordt de Diamantbuurt (buurtcombinatie V26) begrensd door de Tweede van der Helststraat, Karel du Jardinstraat, Henrick de Keijserplein, Tolstraat, Amstel en Amstelkanaal.
De Diamantbuurt is rijk aan bijzondere gebouwen en monumenten. De buurt werd gebouwd in de jaren twintig in Amsterdamse Schoolstijl. Veel huizenblokken (arbeiderspaleizen) van de Diamantbuurt zijn ontworpen door de architect J.C. van Epen, herkenbaar aan het verticalisme en de geel-groene raamkozijnen. Door een grondige renovatie in de jaren 80 verkeren de huizenblokken in goede bouwkundige staat. Midden in de buurt staat een voormalig badhuis uit de tijd dat de huizen geen douches hadden. Aan het ene uiteinde van de Diamantstraat staat het monumentale gebouw van Diamantslijperij Asscher, waar ooit de grootste diamant ter wereld (Cullinan) werd geslepen. Veel diamantslijpers woonden vroeger in de Diamantbuurt. Aan het andere uiteinde van de Diamantstraat is de woning waar Gerard Reve in zijn jeugd woonde, waar het boek De Avonden speelt (Schilderskade 66 oftewel Jozef Israëlskade), en waar hij in de ruit graveerde: ‘C'est ici que Gérard du Rêve vivait, travaillait. 1923- ’ .
Een deel van de Diamantstraat en naburige straten bestaat uit onamsterdamse kleine arbeidershuisjes van architect A.L. van Gendt. Ze zijn daar in de jaren negentig van de 19e eeuw gebouwd als modelwoningen voor arbeiders in een landelijk poldergebied van de toenmalige gemeente Nieuwer-Amstel om de dreigende annexatie door Amsterdam te dwarsbomen. De stadsuitbreiding is er later omheen gebouwd. Het buurtje is thans rijksmonument nr. 528403.
Vlak bij de Diamantstraat aan de Tolstraat ligt de Cinetol, als theosofisch vergadercentrum gebouwd in 1926 door het architectenduo Brinkman en Van der Vlugt, met veel glas en beton in de stijl van het nieuwe bouwen.

## Externe links

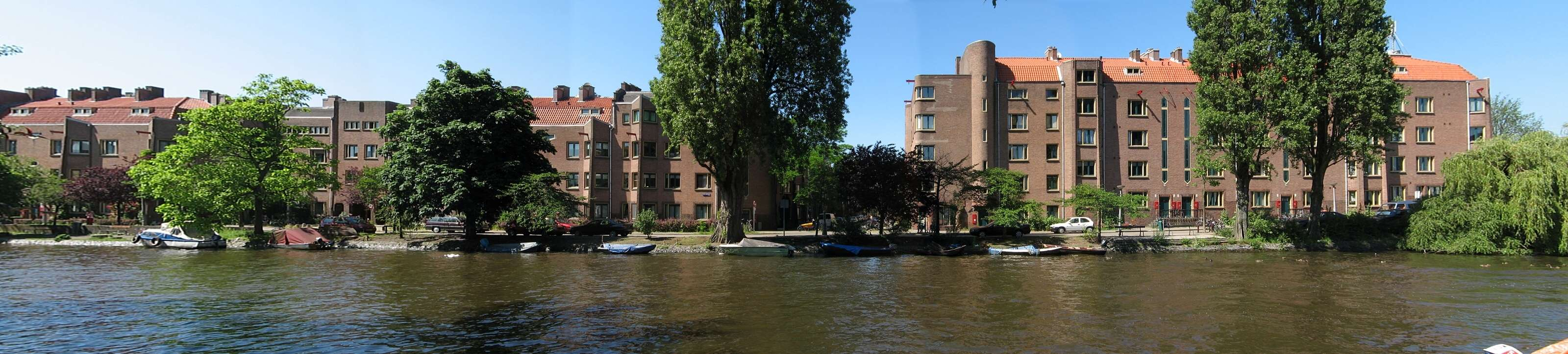
Diamantbuurt zuidzijde.